# (285263) 1998 QE2
(285263) 1998 QE2 este un asteroid din apropierea Pământului, cu diametrul de 2,75 km. A fost descoperit la 19 august 1998 de către Lincoln Near-Earth Asteroid Research (LINEAR) aflat în apropriere de Socorro, New Mexico. 1998 QE2 are o orbită bine determinată.

## Satelitul
Observațiile radarului Goldstone din 29 mai 2013, au descoperit că un satelit natural de aproximativ 600 de metri în diametru orbitează 1998 QE2. În imaginile radar, satelitul apare ca o pată luminoasă, pentru că se rotește în mod semnificativ mai lent. Acest lucru face ca satelitul să pară îngust și luminos față de 1998 QE2. De asemenea, orbita satelitului este bine determinată.

## Orbita

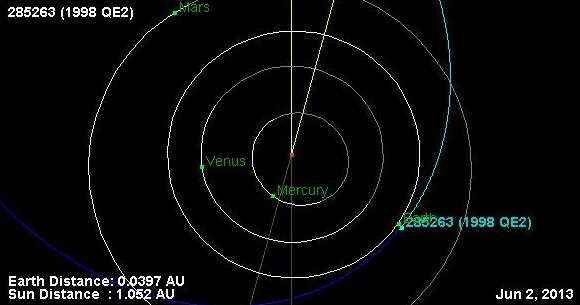
Orbita asteroidului 1998 QE_{2} la 2 iunie 2013 (NASA).

Asteroidul 1998 QE2 are un arc de observații de 14 ani, ceea ce permite să se spună că are o orbită determinată cu mare precizie.
Asteroidul face parte din familia Amor, și este, prin urmare, în permanență dincolo de orbita Pământului. Într-adevăr, asteroizii Amor formează o familie de asteroizi din apropierea Pământului care ating ușor exterior orbita terestră, adică se apropie de exteriorul orbitei pământești, dar nu o intersectează.
Distanța sa minimă de intersectare a orbitei terestre, atinsă la 31 mai 2013, este de 0,035 u.a.
Asteroidul posedă o perioadă orbitală de 3,77 ani.

## Apropierea de Pământ
Pe 31 mai 2013, 1998 QE2 s-a apropiat la 0,039 u.a. (15 distanțe lunare) de Pământ la 20:59 UT (04:59 EDT). Aceasta a fost cea mai mare apropiere a asteroidului de Pământ pentru cel puțin următoarele două secole. În ciuda apropierii mari, acesta a avut o magnitudine aparentă de 11 și a fost nevoie de un telescop pentru a fi văzut.

## Legăturiexterne
- en  Satelitul natural al asteroidului
- ro  Satelitul natural al asteroidului care a trecut pe lângă Pământ
- en  NASA confirmă că asteroidul are o lună proprie Arhivat în 2 iunie 2013, la Wayback Machine.